# Universidade de Tarapacá

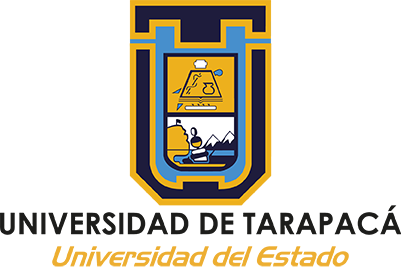
Brasão de armas da Universidade de Tarapacá

A  Universidade de Tarapacá de Arica é uma Universidade Estatal Chilena que se encontra localizada na Região de Arica e Parinacota. Forma parte do Conselho de Reitores das Universidades Chilenas e do Consórcio de Universidades Estatais de Chile. A universidade é reconhecida mundialmente por seu aporte constante ao desenvolvimento da Arqueologia do Norte Grande do Chile e por seu rápido crescimento e posicionamento estratégico, a nível nacional e latino-americano.
Uma elevada porcentagem de seus acadêmicos, tem tido acesso a variados programas de aperfeiçoamento e cerca de um 50% deles tem alcançado os grados acadêmicos de mestre e doutor.

## Historia
A Universidade de Tarapacá foi fundada no ano 1981, após o procedimento descentralizador da Educação Superior de Chile, levando a cabo pela “Reforma da Educação Superior”.
Apesar de ser fundada em 1981, a Universidade de Tarapacá, possui um trabalho de mais de 30 anos. Ao herdar a fusão do Instituto Profissional de Arica, sucessor da Sede Arica da Universidade do Chile, com a Sede Arica da Universidade Católica do Norte. A maioria de seus professores chega da Pontifícia Universidade Católica de Valparaíso fundadora da Universidade Católica do Norte.
Em 2007, a Universidade de Tarapacá (UTA), muda seu nome para Universidade de Tarapacá de Arica (UTA).
Desde então, a Universidade tem colaborado estreitamente no desenvolvimento da região onde se localiza, já seja em ordem econômica, social e cultural. 